# Свети Лука (Дистомо)
„Свети преподобни Лука“ (на гръцки: Ὅσιος Λουκᾶς) е главен православен манастир на Църквата на Гърция и на цяла Елада. Той е един от най-ценните паметници на средновековната архитектура и византийско изкуство. Намира се по западните склонове на планината Хеликон, край село Дистомо, Беотия. Отстои на 37 km от Делфи.
Основан е от Лука Стириот или Лука Еладски през 946 г. Лука умира през 953 г.и манастирът възглавява Филотей, който завършва строителството на църквата „Света Варвара“. При него, благодарение на поддръжката на Константинопол, започва активно развитие на манастира. Построен е католикон, украсен в началото на XI век с мозайки, и крепостна стена около манастира с крепост. По времето на Атинското херцогство е многократно разграбван и остава в руини.
Възстановяването му във вида, оцелял до днес, е по времето на Сюлейман Велики и е основна заслуга на Вселенския патриарх по това време – Йеремия I, родом от село Зица (северно от Янина). Йеремия I е от 1513 г. софийски митрополит, а от 31 декември 1522 г. – вселенски патриарх. Умира във Враца на 13 януари 1545 г., когато бившия католикон на Елада добива днешния си завършен архитектурен вид, който екстериорно много се доближава към моравския стил. Целта била укрепване на гръцката (православна) вяра по османско време.

## Манастирски постройки

### Църква „Света Богородица“
Най-старата сграда на манастира е църквата „"Св. Варвара“ (сега посветена на Богородица). Построена е през 946 - 955 г. с парите на тиванския стратег. В хода на по-късните преустройства сградата на църквата става част от католикона (прилежащ към него с южната си страна).
Сградата принадлежи към типа кръстокуполни храмове на четири колони, има триконхална апсида и е увенчана с купол на платна. Барабанът на купола има осем двойни прозореца, украсени с мраморни инкрустации с релефи на процъфтяващи кръстове. Храмът има притвор и двустепенна входна открита галерия. Църквата е един от най-добрите образци на столичен тип храмове на четири колони.
В църквата са запазени стенописи от 11-12 век (в десния сводест проход на олтара - св. Игнатий, Теодор и Поликарп; в северната половина на свода на дяконикона - св. Харалампий, Лъв Катан и Софроний) и една фреска от 10 век, изобразяваща Исус Навин, говорещ с архангел Михаил (открита по време на реставрационни работи през 1964 г.). Фигурата на архангел не е запазена, сюжетът е определен въз основа на цитат за това библейско събитие, който придружава изображението. Върху колона до олтарната преграда е запазен декоративен фриз около изгубената фигура на Исус Христос.

### Крипта
Под сградата има крипта, изградена така, че основата на католикона да е на същото ниво като църквата на Богородица, стояща до него. Криптата е с кръстовидна форма и е долният храм на католикона - има мраморен иконостас и капище, в което са се съхранявали мощите на св. Лука преди да бъдат пренесени в главния храм. Стените на криптата са украсени със стенописи, съвременни мозайки на католикона. Те изобразяват редица евангелски сцени (включително Страстите Христови), апостоли, 28 фигури на светци, както и св. Лука, заобиколен от ученици. Академик В. Н. Лазарев характеризира стенописите на криптата като архаични и смята, че двама художници са работили върху тяхното създаване:
- Интериорът на криптата
- Интериорът на криптата
- Снемането от с кръста (фреска от криптата на католикона)
- Погребение Христово и явяване на ангела на жените мироносци (фреска от криптата на католикона)

## Мозайки на католикона
Мозайките на католикона са създадени в началото на XI век, като съществуват алтернативни версии, които ги датират през XII век. Над създаването на мозайките са работили двама майстори: първият е украсил наоса и апсидата, а вторият – нартекса. Работите на тези майстори се отличават: „стилът на първия се характеризира с педантична прецизност, а стилът на втория, при неговата привидна грубоватост, придава голяма свежест и непосредственост“

### Мозайки на нартекса
По отношение на техниката на изпълнение на мозайките на нартекса Ото Демус отбелязва:
| „ | Стилът на мозайките на нартекса на Осиос Лукас е по-гъвкав и камерен, което съответства на неголемите размери на това помещение. Водещият художник е придава на мозайките рафинирано излъчване. Вероятно, майсторът произхожда от самия Константинопол. | “ |

Стената на нартекса е прецизно украсена от фигурите на 5 мъченици – Ирина, Екатерина, Варвара, Евфимия, Марина и Юлиана.
На централната стена на изхода в медальоните са изобразени фигури на пет гръцки мъченици – Анемподист, Пегасий, Акиндин, Афтоний и Елпидофор. От дясно на тези мозайки са изобразени равноапостолите Константин и Елена, стоящи от страни на Кръста Господен, а така и пет мъченици в медальоните – Анастасия, Текла, Агата, Тефрония и Евгения.
До северния прозорец (страничната стена) е изобразено „Умиването на краката“: апостолите са облечени в бели дрехи и в центъра на композицията Исус в синьо измива краката на апостол Петър. Лицето на апостола показва душевно объркване от произхождащото.
В арките (медальони и в цял ръст) са изобразени апостоли.
|                                                                    |        |                                                                   |        |                                                                                                 |               |                                                                                 |              |                                                   |
| западна стена                                                      | Лука   | Пет мъченици: Ирина, Екатерина, Варвара, Евфимия, Марина и Юлиана | Андрей | Пет мъченици: Анемподист, Пегасий, Акиндин, Афтоний и Елпидофор (мозайка над изхода на улицата) | Йоан Богослов | Константин и Елена, пет мъченици: – Анастасия, Текла, Агата, Теврония и Евгения | Филип        |                                                   |
|                                                                    |        |                                                                   |        |                                                                                                 |               |                                                                                 |              |                                                   |
| Умиване на краката на учениците (северна - лява странична - стена) | Симеон | Безсребърници и лечители Козма и Дамян и Кир и Йоан               | Марко  | Богородица с ангели и Йоан Кръстител                                                            | Яков          | Мозайка частично унищожена, съхранен е Мокий                                    | Варто- ломей | Уверение на Тома (южна - дясна странична - стена) |
|                                                                    |        |                                                                   |        |                                                                                                 |               |                                                                                 |              |                                                   |
| източна стена                                                      | Матей  | Разпятие Христово                                                 | Петър  | Христос Пантократор (мозайка над входа в основно пространство)                                  | Павел         | Съшествие в ада                                                                 | Тома         |                                                   |

### Мозайки на наоса
Апсидата на централния олтар е украсена с изображение на Богородица на престол с младенеца Христос на ръце. Тъмносиният мафорий и дреха на Мария изпъкват на златния мозаечен фон, напълно покриват апсидата. Параклисите, разположени в ръкавите на трансепта, имат еднакво оформление – Христос в обкръжението на два покланяващи се ангели; образът на Богородица Одигитрия в източния люнет; фигура на местен светец в западния люнет и три медальона с ликовете на светци на северната и южната арки на параклиса. Ликът на Богородица обърнат към центъра на храма, така че тя паралелно да гледа към Младенеца, в северния ръкав на трансепта тя държи Иисус с лявата си ръка, а в южния ръкав – в дясната.
Куполът на апсидата е украсен със сцена от съшествие на Светия Дух, поместен в центъра на композицията. Над прозорците на апсидата има дейсис, заключен в медальоните. Триумфалната арка пред олтарната част е украсена с изображенията на архангели Михаил и Гавриил.
- Апсидата с образа на Богородица и Съшествие на светия Дух, а така и купола с Пантократора
- Съшествие на светия Дух
- Апсида с образа на Богородица и Съшествие на светия Дух
- Образите на Богородиците в ръкавите на трансепта